# Allianz Kulturstiftung
Die Allianz Kulturstiftung war eine gemeinnützige Stiftung, die im Jahr 2000 von der Allianz AG gegründet wurde. Die Stiftung ist 2022 zusammen mit der Allianz Umweltstiftung in die Allianz Foundation überführt worden.

## Geschichte
Die mit einem Stiftungskapital von 51 Millionen Euro ausgestattete Stiftung bildete gemeinsam mit der 1990 gegründeten Allianz Umweltstiftung bis 2012 das Münchener Stiftungszentrum. Ab 2012 wurde das Münchener Stiftungszentrum in das Allianz Stiftungsforum Pariser Platz integriert, weshalb auch die Allianz Kulturstiftung ihren Sitz von München nach Berlin verlegte.
Die Stiftung förderte vor allem akademischen und künstlerischen Nachwuchs in grenzüberschreitenden Bildungs- und Kulturprojekten, die eine europäische Identität unterstützen sollen. Sie betrieb auch eigene operative Projekte, deren Schwerpunkte in der europäischen Bildungsarbeit, der Übersetzung von Literatur, der Neuen Musik und der zeitgenössischen Kunst liegen. Gefördert wurden besonders gattungs- oder medienübergreifende, zeitgenössische Konzepte.
Die Stiftung war Mitglied bei Netzwerk Europäische Bewegung.

## Veranstaltungsreihen

### Reden über Europa
Die Diskussionsreihe „Reden über Europa“ war ein operatives Projekt der Stiftung und begann 2006 im Münchner Residenztheater als Reaktion auf die Ablehnung der geplanten EU-Verfassung in den Niederlanden und Frankreich. Die Veranstaltung sollte die behauptete fehlende Bürgernähe, die Bürokratie und das sogenannte Demokratiedefizit behandeln, die latente Kritikpunkte an der Europäischen Union bleiben. Zielsetzung der Allianz Kulturstiftung und ihrer Kooperationspartner (Staatsoper Berlin, Komische Oper Berlin, der rbb und das Netzwerk Europäische Bewegung Deutschland) war es zur Entstehung einer Europäischen Öffentlichkeit beitragen, wo wichtige Themen der europäischen Einigung öffentlich debattiert werden können.

### „Das Weiße Meer“
Das Weiße Meer – Literaturen rund ums Mittelmeer war eine Veranstaltungsreihe der Stiftung, die den Kulturraum der mediterranen Welt mit seiner Geschichte und seiner von Gegensätzen geprägten Gegenwart beleuchteten. Es wurden Autoren verschiedener Generationen aus dieser Region dazu eingeladen, einen Dialog zu führen über Verbindendes und Trennendes ihres gemeinsamen transnationalen Erbes.

## Gremien

### Stiftungsrat
Vorsitz und Geschäftsführung bis 2022:
- Werner Zedelius, Vorsitzender des Stiftungsrates, ehemaliges Mitglied des Vorstands der Allianz SE
- Bénédicte Savoy, stellvertretende Vorsitzende des Stiftungsrates, Professorin für Historische Urbanistik und Kunstgeschichte der Moderne
- Esra Küçük, geschäftsführendes Mitglied des Stiftungsrates[5]

weitere Mitglieder:
- Roya Ahmadi, Vorstandsvorsitzende Allianz für die Jugend e. V. Nordwest Hamburg
- Emilio Galli-Zugaro, ehemaliger Leiter der Group Communications der Allianz SE
- Harold James, Professor für Geschichte, Princeton University
- Basil Kerski, Politikwissenschaftler und Direktor des Europäischen Solidarność-Zentrums
- Gottfried Langenstein, ARTE-Vizepräsident, Direktor Europäische Satellitenprogramme des ZDF
- Susan Neiman, Direktorin des Einstein Forums

### Kuratorium
- Bénédicte Savoy, Vorsitzende des Kuratoriums, Professorin für Historische Urbanistik und Kunstgeschichte der Moderne
- Mathias Énard, Schriftsteller und Übersetzer
- László Földenyi, Essayist, Kunsttheoretiker, Literaturkritiker und Übersetzer
- Tino Sehgal, Künstler und Gewinner des Goldenen Löwen
- Johan Simons, Intendant der Ruhrtriennale
- Manos Tsangaris, Komponist, Festivalleiter und Performancekünstler